# جائزة الشارقة للاتصال الحكومي
جائزة الشارقة للاتصال الحكومي هي إحدى الجوائز التي تقدمها إمارة الشارقة في الإمارات العربية المتحدة في المجال المؤسسي الحكومي. يشرف على الجائزة المكتب الإعلامي لحكومة الشارقة الذي أطلق الجائزة في سبتمبر عام 2012 م.

## الأهداف
- التعرف على الرواد العالميين في ممارسات الاتصال والإعلام الحكومي.
- بناء منصة عالمية تتيح فرصة لتبادل أفضل الممارسات في الاتصال الحكومي.

- بناء فكر جديد للتعاون الدولي في دعم أفضل ممارسات الاتصال الحكومي

- تقدير وتكريم الرواد في مجال الاتصال الحكومي الذين تركوا بصمة واضحة فيه.

## الفئات

### الجوائز العربية
- أفضل منظومة اتصال متكاملة: (حكومي وشبه حكومي).
- أفضل متحدث رسمي: (حكومي).
- أفضل اتصال لبناء وإدارة السمعة المؤسسية: (حكومي وشبه حكومي).
- أفضل اتصال يستهدف الشباب: (حكومي وشبه حكومي وخاص و أفراد).
- أفضل فريق اتصال حكومي: (حكومي وشبه حكومي).
- أفضل حملة لدعم المسؤولية الاجتماعية: (شبه حكومي وخاص والمنظمات الدولية).
- أفضل حملة تستهدف الثقافة العربية: (حكومي وشبه حكومي وخاص).
- تحدي الجامعات (طلبة الجامعات) - (بالتعاون مع جامعة الإمارات العربية المتحدة).[4]

### الجوائز العالمية
- أفضل استراتيجية اتصال للتعامل مع أزمة: (حكومي وشبه حكومي وخاص).
- أفضل خطة اتصال لدعم برامج الأمن الغذائي: (حكومي وشبه حكومي وخاص).
- أفضل ممارسات اتصال للتعامل مع التحديات التنموية (حكومي وشبه حكومي وخاص).
- أفضل ابتكار في الاتصال: (حكومي وشبه حكومي وخاص).
- أفضل مبادرة اتصال أو محتوى إعلامي لتعزيز الوعي البيئي: (حكومي وشبه حكومي وخاص ووسائل إعلام).
- أفضل توظيف لتقنيات الذكاء الاصطناعي في الاتصال لخدمة المجتمعات: (حكومي وشبه حكومي وخاص).
- أفضل بحث علمي تطبيقي في الاتصال الحكومي: (أفراد ومؤسسات حكومية، تعليمية وأكاديمية).
- أفضل كاتب أو مؤلف في علوم الاتصال الحكومي: (أفراد).
- أفضل ممارسة اتصال رافقت حملات تطوعية: (حكومي وشبه حكومي).
- أفضل اتصال عن طريق محتوى إعلامي: (حكومي، وشبه حكومي وخاص).[5]

### جوائز لجنة التحكيم
- أفضل استثمار في الرياضة لدعم برامج الاتصال (حكومي وشبه حكومي وخاص).
- أفضل شخصية ذات أثر اجتماعي إيجابي (أفراد).[6]

## وصلات خارجية
- الموقع الرسمي للجائزة
- المكتب الإعلامي لحكومة الشارقة